# Yoshikuni Okada
Yoshikuni Okada (Japans: 岡田 吉邦, Okada Yoshikuni) (Prefectuur Aichi, ?) is een Japans componist en organist.
Okada studeerde elektronisch orgel bij Mutsuki Watanabe, muziektheorie en harmonieleer bij Ko Watanabe en Yukie Terazawa en compositie bij Keiki Okasaka en Shin’ichi Shiokawa. Van hem als componist is het werk Queen Phantom (1998) voor harmonieorkest bekend. Het werk is opgenomen op cd van het label "Kyo-En I" BOCD-7450.